# 博莱特·妮旺·伊韦尔森
博莱特·玛格丽特·妮旺·伊韦尔森（丹麥語：Bolette Margrethe Nyvang Iversen，1997年8月11日—）是一名丹麦女子皮划艇运动员，主攻皮艇竞速。她在大约2004年开始接触皮划艇，当时她的母亲希望全家人都一起参与这项运动，她也和家里的其他成员一起开始接触这项运动。高中毕业后，她在哥本哈根大学修读药学专业。2014年，她出战南京青奥，获得女子皮艇激流第11名，2021年，她首次在皮划艇世界杯分站赛上进入前三名。